# Grup dels Sis

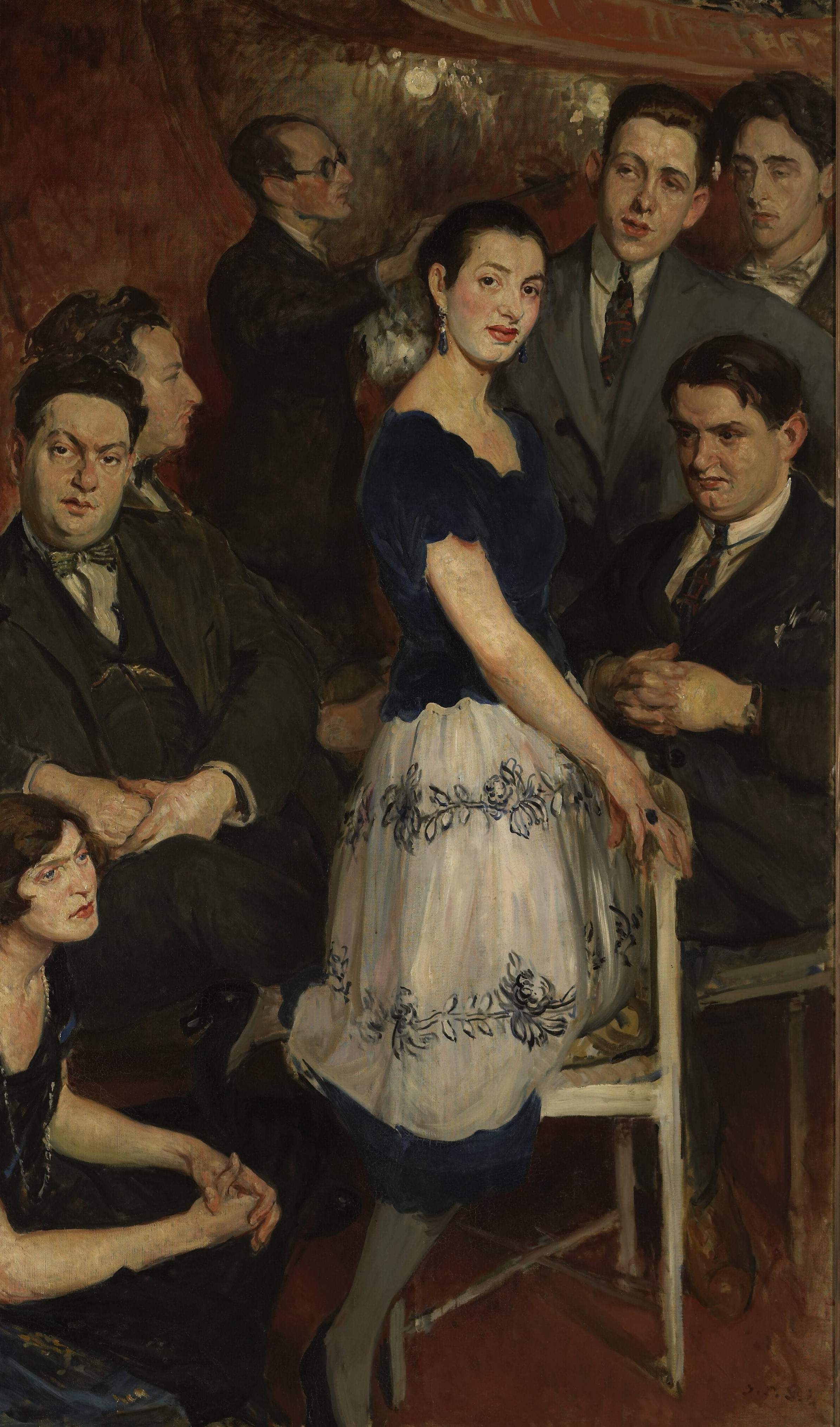
El Grup dels Sis, obra de 1921 de Jacques-Émile Blanche. Al centre: Marcelle Meyer, pianista. A l'esquerra, de baixa a dalt: Germaine Tailleferre, Darius Milhaud, Arthur Honegger, Louis Durey. A la dreta, drets, Francis Poulenc i Jean Cocteau, i Georges Auric assegut.

Grup dels Sis o Els Sis (Groupe des Six o Les Six, en francès) va ser un grup de compositors francesos de principis del segle xx. El nom, en referència al Grup dels Cinc, els el va donar el crític i compositor Henri Collet en l'article Les cinq Russes, les six Français et M. Satie (Els cinc russos, els sis francesos i el Sr. Satie) de la revista Comoedia del 16 de gener de 1920. La seva música reaccionava essencialment contra el wagnerianisme i la música impressionista de Claude Debussy i Maurice Ravel. Estaven molt influïts per les idees d'Erik Satie i de Jean Cocteau. Encara que en alguna ocasió van escriure música col·lectivament, cada un d'ells va mantenir el seu estil personal.

## Membres
- Georges Auric (1899-1983)
- Louis Durey (1888-1979)
- Arthur Honegger (1892-1955)
- Darius Milhaud (1892-1974)
- Francis Poulenc (1899-1963)
- Germaine Tailleferre (1892-1983)

## L'Àlbum dels Sis
El 1920 el grup va publicar conjuntament un àlbum de peces per a piano, conegut amb el nom de L'Àlbum dels Sis. Aquest va ser l'única obra en què van col·laborar tots els sis compositors.
1. Prélude (1919) – Auric
2. Romance sans paroles, Op. 21 (1919) – Durey
3. Sarabande, H 26 (1920) – Honegger
4. Mazurka (1914) – Milhaud
5. Valse in C, FP 17 (1919) – Poulenc
6. Pastorale, Enjoué (1919) – Tailleferre